# Udo Düllick

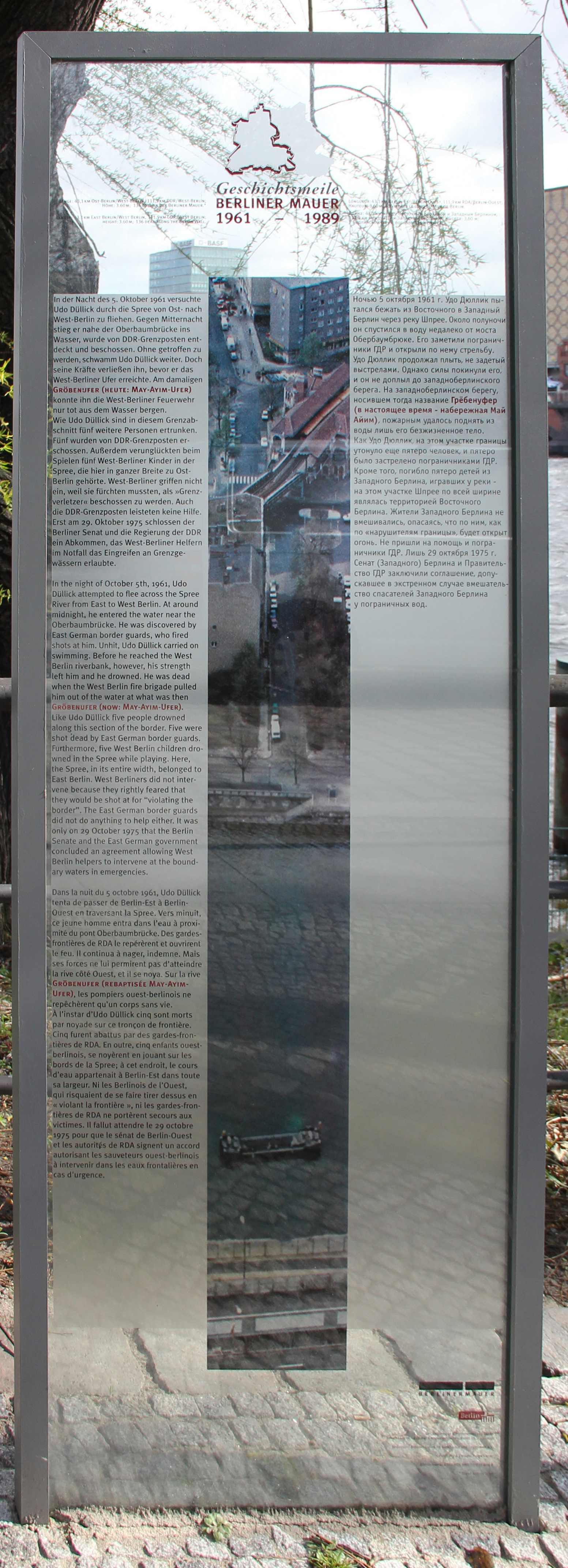
Plaque commémorative sur May-Ayim-Ufer, à Berlin-Kreuzberg

Udo Dullick (né le 3 août 1936 à Werder et mort le 5 octobre 1961 à Berlin) est une des premières victimes du mur de Berlin. Il s'est noyé en s'échappant dans la Spree entre Berlin-Friedrichshain et Kreuzberg près du Pont Oberbaum.

## Biographie
Düllick a fait des études d´ingénieur puis a été employé par la Reichsbahn. Il vivait chez ses parents à Werder, à l'est de Berlin où il a grandi avec son frère aîné dans une famille catholique. Le père s'est remarié après le décès de la mère. Son frère est allé en Allemagne de l'Ouest en 1959.
Le soir du 5 octobre 1961, il a assisté à une fête d'entreprise de la Reichsbahn. Il s'est alors disputé avec un supérieur hiérarchique, à qui il aurait arraché les épaulettes de l'uniforme de la Reichsbahn. Il a alors été licencié sur-le-champ. Vers minuit, il a pris un taxi pour se rendre à Berlin-Osthafen et s'y est jeté à l'eau. Alors qu'il nageait vers l'ouest, les gardes-frontières ont d'abord tiré des coups de semonce puis finalement sur le fugitif. Udo Dullick s'est noyé sans être touché. Les pompiers de Berlin-Ouest ont récupéré le corps, dont le nom était encore inconnu.
Pendant l'évasion, les Berlinois de l'Ouest ont observé ce qui se passait. Cependant, ils devaient rester sur le quai car la Spree appartenait alors entièrement à Berlin-Est. Le lendemain de sa mort, des centaines de Berlinois de l'Ouest se sont rassemblés sur le Gröbenufer pour un service funèbre. Le frère d'Udo Düllick, qui vivait à l'ouest, a identifié le corps après que sa famille ait soupçonné que le mort inconnu pourrait être Udo Düllick. En 1961, une pierre commémorative a été érigée sur le Gröbenufer. Une croix au mémorial Weisse Kreuze sur le Reichstagufer commémore également Udo Düllick.